# Юцевич Йосип Федорович
Йосип Федорович Юцевич  (26 березня 1911, Київ — 13 березня 1974, Київ) — український художник театру і кіно.

## Життєпис
Народився 1911 р. у Києві. Навчався у Київському художньому інституті (1931—1934). 
Оформлював вистави в Одеському театрі ім. Жовтневої революції («Йшов солдат з фронту», 1939), Київському російському драматичному театрі («Олеко Дундич», 1950), Київській опереті (театрі музкомедії) (М. Рахманова «Голубий гусар», 1951, «Вогники» Г. Свиридова (1952) і «Весілля в Малинівці» О. Рябова (1966), а також фільми.
Юцевич оформлював також програми: Київського цирку, концерту в Кремлівському палаці з'їздів з нагоди 150-річчя від дня народження Т. Шевченка (1964) тощо.

## Фільмографія
1. 1941: «Таємничий острів» / Таинственный остров
2. 1942: «Дорога до зірок» / Дорога к звёздам
3. 1945: «В далекому плаванні» / В дальнем плавании
4. 1947: «Блакитні дороги» / Голубые дороги
5. 1953: «Калиновий гай» (у співавт. з О. Степаненком) / Калиновая роща
6. 1956: «Білий пудель» (у співавт. з В. Романєєвим) / Белый пудель
7. 1961: «За двома зайцями» / За двумя зайцами
8. 1962: «Мовчать тільки статуї»
9. 1963: «Бджоли і люди»
10. 1965: «Лють» / Ярость
11. 1967: «Непосиди» / Непоседы
12. 1972: «Веселі Жабокричі» / Весёлые Жабокри́чи
13. 1974: «Поцілунок Чаніти» / Поцелуй Чаниты